# Örkény (keresztnév)
Az Örkény régi magyar személynév, valószínűleg török eredetű, a jelentése szabad, szabados, szertelen.

## Rokon nevek
- Örkönd:[1] az Örkény régi magyar formája.[2]

## Névnapok
Örkény, Örkönd
- július 15.[2]

## Híres Örkények, Örköndök
- Ajkay Örkény, műfordító